# Öfingen
Öfingen ist ein Ortsteil der Stadt Bad Dürrheim im Schwarzwald-Baar-Kreis in Baden-Württemberg (Deutschland).

## Lage
Öfingen liegt am östlichen Ende der Hochebene der Baar zwischen dem südlichen Schwarzwald und der Schwäbischen Alb und bietet einen sehr guten Fernblick über die Baar, den Schwarzwald und Teile der Schweizer Alpen.
Damit liegt Öfingen gut auf halber Höhe zwischen der Baar (Oberbaldingen, ca. 695 m) und seinem Hausberg, dem Himmelberg (941 m) im Osten des Dorfes.

## Geschichte

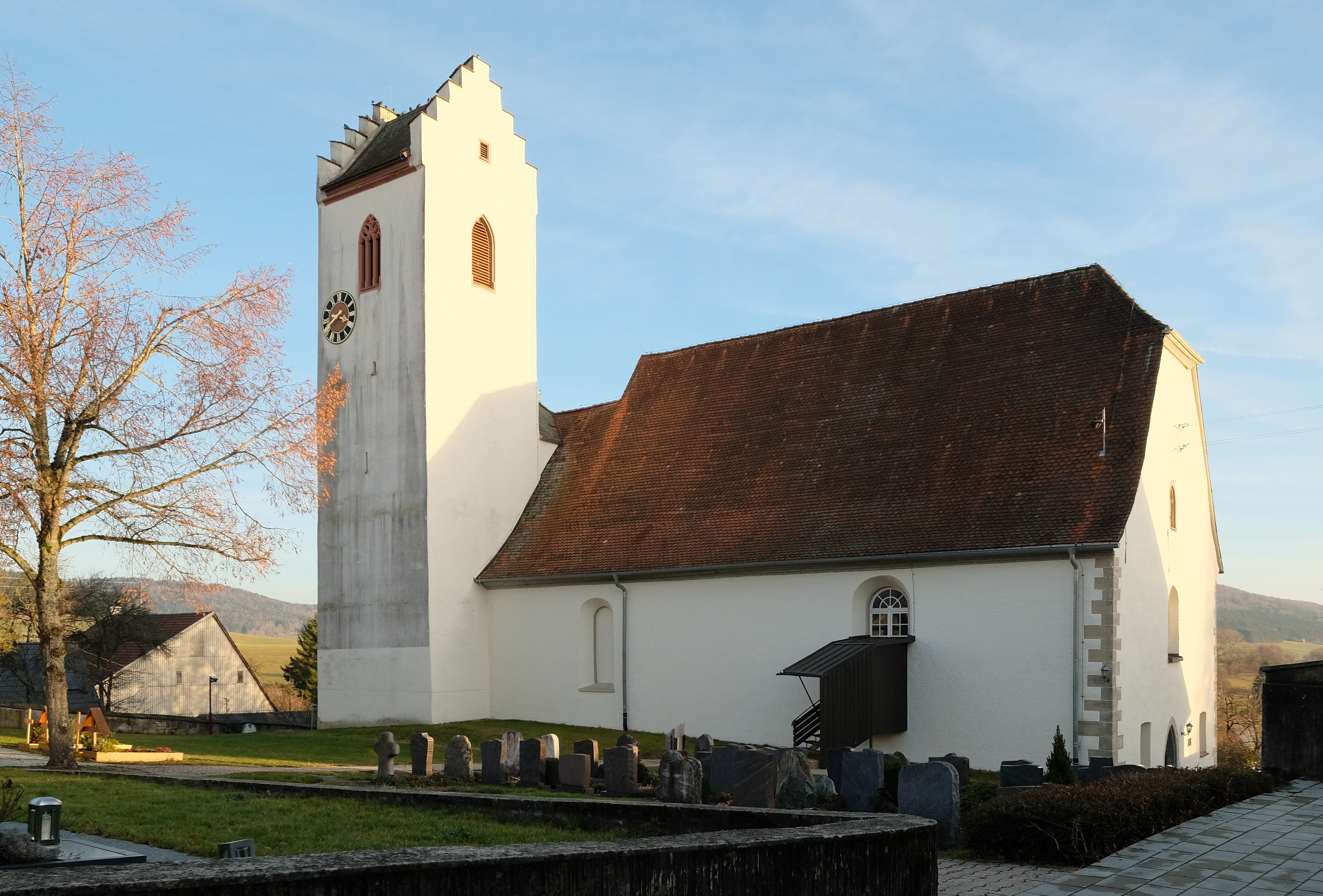
Öfinger Dorfkirche

Die erste urkundliche Erwähnung Öfingens ist auf 973 datiert. Damals vermachte Herzog Berchthold Öfingen testamentarisch dem Kloster Reichenau. Im Jahr 1377 kommt Öfingen an Württemberg und wird knapp 200 Jahre später im Jahr 1555 protestantisch. Die Öfinger Kirche ist Beispiel einer mittelalterlichen Wehrkirche. Im Grenzvertrag zwischen Württemberg und Baden 1810 wird der Ort dem Großherzogtum Baden zugeschlagen.
Öfingen gehörte bis zum 31. August 1971 dem Landkreis Donaueschingen an und wechselte am 1. September 1971 mit der Eingemeindung nach Bad Dürrheim in den Landkreis Villingen.
Durch das 1984 erbaute Feriendorf spielt Öfingen eine wichtige Rolle im Bad Dürrheims Kurgeschehen. Mit der Osterberghalle steht seit 1988 den Vereinen eine Mehrzweckhalle zur Verfügung. Seit Mai 1991 trägt Öfingen das Prädikat „staatlich anerkannter Erholungsort“.
Seit 1999 ist das Feriendorf nördlich von Öfingen Standort des Wetterstudios-Süd der Meteomedia AG, von dem auch Wettersendungen für die ARD kommen.

## Wappen
| Wappen von Öfingen | Blasonierung: „Unter goldenem (gelbem) Schildhaupt, darin eine liegende schwarze Hirschstange, in Silber (Weiß) ein roter Löwe.“ |
| Wappen von Öfingen | Wappenbegründung: Das 1897 verliehene Wappen zeigt den Löwen der Freiherren von Wartenberg, die bis 1377 über das Dorf herrschten. Danach ging es an das Herzogtum Württemberg über, was durch die Hirschstange symbolisiert wird. Seit 1810 gehört es zum Großherzogtum Baden. |